# Sigvaldi Guðjónsson
Sigvaldi Bjørn Guðjónsson, más conocido como Sigvaldi Guðjónsson, (Reykjavik, 4 de julio de 1994) es un jugador de balonmano islandés que juega de extremo derecho en el Kolstad Håndball noruego. Es internacional con la selección de balonmano de Islandia.
Su primer gran campeonato con la selección fue el Campeonato Mundial de Balonmano Masculino de 2019.

## Palmarés

### Elverum
- Liga de Noruega de balonmano (1): 2020

### Vive Kielce
- Liga de Polonia de balonmano (2): 2021, 2022
- Copa de Polonia de balonmano (1): 2021

### Kolstad Håndball
- Liga de Noruega de balonmano (2): 2023, 2024
- Copa de Noruega de balonmano (2): 2023, 2024

## Clubes
| Club             | País      | Año         |
| ---------------- | --------- | ----------- |
| Århus GF         | Dinamarca | 2014 - 2018 |
| Elverum Handball | Noruega   | 2018 - 2020 |
| KS Vive Kielce   | Polonia   | 2020 - 2022 |
| Kolstad Håndball | Noruega   | 2022 - Act. |